# Аведов, Иван Авакович
Иван Авакович Аведов (1874—1939) — купец, крупный предприниматель в области маслобойного производства. Жил на Кубани. Его состояние до октябрьской революции оценивали в 2 миллиона рублей.

## Биография
Иван Аведов родился в 1874 году. По происхождению армянин, родом из Персии.
Иван Аведов вместе с братом Степаном в начале 1890-х годов открыли в Армавире «Торговый дом С. и И. Аведовы». В 1894 году предприниматели приобрели паровой маслобойный завод, который на то время был уже достаточно крупным и успешным предприятием на Кубани, изначально организованным Я. П. Поповым в 1892 году.
В Армавире Степан и Иван Аведовы стали заниматься хлебной торговлей.
Братья Аведовы подали прошение городской думе Екатеринодара о выделении городской земли для постройки маслобойного завода. Это прошение было удовлетворено в 1895 году выделением Аведовым 6 десятин земли, принадлежавшей городу. Земельный участок находился неподалеку от железной дороги.
В 1899 году они построили новый маслобойный завод и организовали производство деревянной тары для нужд своего дела. На предприятии ежедневно проходила переработка до 25 тысяч пудов семян, оно носила название «Маслобойни братьев Аведовых». На предприятии братьев Аведовых работало около 400 человек.
В 1913 году численность человек, работавших на братьев Аведовых, составила уже 439 особ. Они производили до 35 тысяч деревянных полубочек и изготавливали 650 тысяч пудов подсолнечного масла ежегодно. При заводе была создана и работала лаборатория, которая обращала жидкие растительные жиры в твердое состояние.
В начале XX века Иван Аведов продолжил развивать свое дело в Екатеринодаре, а его брат Степан переехал в Ростов-на-Дону и там продолжил заниматься коммерцией. Постройка двух маслобойных заводов обошлась братьям в сумму около 1 миллиона рублей, при заводах были построены амбары. Общая сумма капитала братьев составляла около полутора миллиона рублей.
Иван Аведов в 1913 году стал главой акционерного общества Южных маслобойных и химических заводов «Саломас». Это общество со временем стало монополистом. Через 2 года он покинул занимаемую должность и построил другой салолиновый завод в Армавире. Стоимость этого завода оценивали в 1,3 миллиона рублей. На заводе могли вырабатывать до 5000 пудов растительного масла в сутки. Капитал Ивана Аведова оценивали в 2 миллиона рублей.
Занимался благотворительностью.
После революции 1917 года, предприятия Ивана Аведова были национализированы. Он вместе с семьей эмигрировал во Францию, лишившись своего капитала, но сумел организовать за границей собственный таксопарк.
Иван Аведов умер в 1939 году.